# Giải Bông Sen cho quay phim xuất sắc

Lê Mạnh Thích (1938–2024)

Giải Quay phim xuất sắc là một phần nằm trong một số hạng mục trao thưởng của Liên hoan phim Việt Nam, trao cho cá nhân các nhà quay phim hay đạo diễn hình ảnh của những tác phẩm tham dự Liên hoan.
Giải thưởng này này bắt đầu từ kỳ Liên hoan phim lần thứ 2 với hai hạng mục Phim thời sự – tài liệu – khoa học và Phim truyện nhựa. Sau đó giải thưởng này có thêm trong hạng mục Phim thiếu nhi hay Phim hoạt hình. Từ kỳ Liên hoan phim lần thứ 10 đến Liên hoan phim lần thứ 19 có thêm giải Quay phim xuất sắc trong hạng mục Phim video. Đến kỳ Liên hoan phim lần thứ 15 – năm 2007 – giải Quay phim xuất sắc trong hạng mục Phim hoạt hình được thay thế bởi các giải dành cho họa sĩ.
Tại Liên hoan phim Việt Nam lần thứ 14 diễn ra năm 2004, ban tổ chức có thêm giải Kỹ thuật xuất sắc dành cho các hạng mục, nhằm khuyến khích các nhà quay phim phát huy tài năng.

## Danh sách nhận giải

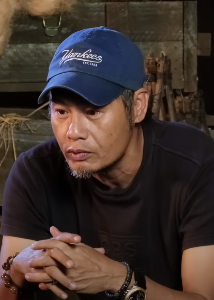
Nguyễn K'Linh

### Kỷ lục nhận giải
- Phim thiếu nhi / Phim hoạt hình : Nguyễn Thủy Hằng (5 lần)[1][3][4][5]
- Phim truyện nhựa / điện ảnh: Lý Thái Dũng và Nguyễn K'Linh đều có 4 lần giành giải Quay phim xuất sắc, riêng Lý Thái Dũng có thêm một giải Kỹ thuật xuất sắc.[6]
- Phim tài liệu – khoa học: Lương Đức, Nguyễn Thước, Lê Mạnh Thích (cùng 3 lần)
- Phim video: Trịnh Quang Tùng (2 lần)
- Đạt giải nhiều hạng mục: Phi Tiến Sơn (phim video, phim thiếu nhi, phim điện ảnh)
- Có hai cha con đều một lần giành giải thưởng này là Vương Khánh Luông và Vương Khánh Trần Linh[7][8]

### Thập niên 1970
Liên hoan phim Việt Nam lần thứ 1 năm 1970 chưa có hình thức trao giải cho cá nhân.

Lò Minh (1943–2014)

Trần Trung Nhàn (1940-2011)

| Năm              | Hạng mục                           | Người thắng giải     | Phim                               | Chú thích     |
| ---------------- | ---------------------------------- | -------------------- | ---------------------------------- | ------------- |
| Lần thứ 2 (1973) | Phim truyện nhựa                   | Nguyễn Đăng Bảy (1)  | Con chim vành khuyên               | [ 1 ]         |
| Lần thứ 2 (1973) | Phim truyện nhựa                   | Lưu Xuân Thư         | Đường về quê mẹ                    | [ 1 ]         |
| Lần thứ 2 (1973) | Phim truyện nhựa                   | Nguyễn Khánh Dư (1)  | Chị Tư Hậu                         | [ 1 ]         |
| Lần thứ 2 (1973) | Phim thời sự – tài liệu – khoa học | Ma Cường, Võ Kim Môn | Lũy thép Vĩnh Linh                 | [ 1 ]         |
| Lần thứ 2 (1973) | Phim thời sự – tài liệu – khoa học | Phạm Tiến Đại        | Kôkava                             | [ 1 ]         |
| Lần thứ 2 (1973) | Phim thời sự – tài liệu – khoa học | Lò Minh              | Những cô gái Ngư Thủy              | [ 1 ]         |
| Lần thứ 2 (1973) | Giải đặc biệt                      | Đặng Xuân Hải        | Vài hình ảnh chiến thắng Xuân 1968 | [ 9 ] [ 10 ]  |
| (Lần thứ 3) 1975 | Phim truyện điện ảnh               | Nguyễn Đăng Bảy (2)  | Đến hẹn lại lên                    | [ 1 ]         |
| (Lần thứ 3) 1975 | Phim hoạt hình                     | Nguyễn Thủy Hằng (1) | Con khỉ lạc loài                   | [ 1 ]         |
| (Lần thứ 4) 1977 | Phim truyện điện ảnh               | Nguyễn Khánh Dư (2)  | Hai người mẹ                       | [ 11 ]        |
| (Lần thứ 4) 1977 | Phim tài liệu                      | Nguyễn Khánh Dư (3)  | Thành phố lúc rạng đông            | [ 1 ]         |
| (Lần thứ 4) 1977 | Phim khoa học                      | Lương Đức (2)        | Vì âm thanh cuộc sống              | [ 12 ]        |
| (Lần thứ 4) 1977 | Phim khoa học                      | Lương Đức (2)        | Đường chúng ta đi                  | [ 11 ] [ 12 ] |
| (Lần thứ 4) 1977 | Phim thời sự                       | Nguyễn Khắc Hiển     | Thời sự 11-1976                    | [ 12 ]        |
| (Lần thứ 4) 1977 | Giải Kỹ thuật quay                 | Trần Trung Nhàn      | Thành phố lúc rạng đông            | [ 13 ] [ 14 ] |

### Thập niên 1980
| Năm              | Hạng mục                 | Người thắng giải                              | Phim                                                      | Chú thích          |
| ---------------- | ------------------------ | --------------------------------------------- | --------------------------------------------------------- | ------------------ |
| (Lần thứ 5) 1980 | Phim truyện điện ảnh     | Đường Tuấn Ba                                 | Cánh đồng hoang và Mùa gió chướng                         | [ 1 ]              |
| (Lần thứ 5) 1980 | Phim truyện điện ảnh     | Trần Trung Nhàn (1)                           | Những người đã gặp và Tội lỗi cuối cùng                   | [ 1 ]              |
| (Lần thứ 6) 1983 | Phim truyện điện ảnh     | Lê Đình Ấn (1)                                | Về nơi gió cát                                            | [ 15 ]             |
| (Lần thứ 6) 1983 | Phim truyện điện ảnh     | Nguyễn Hữu Tuấn (1)                           | Thị xã trong tầm tay                                      | [ 15 ]             |
| (Lần thứ 6) 1983 | Phim tài liệu – khoa học | Hoàng Ngọc Dũng (1)                           | Ong mật với cây trồng                                     | [ 1 ]              |
| (Lần thứ 6) 1983 | Phim tài liệu – khoa học | Trần Mỹ Hà                                    | Hoài bão người nuôi rắn, Cửa sổ tâm hồn, Tiếng đàn của em | [ 1 ]              |
| (Lần thứ 6) 1983 | Phim tài liệu – khoa học | Vũ Tri Phương                                 | Những ngôi vườn                                           | [ 1 ]              |
| (Lần thứ 7) 1985 | Phim truyện điện ảnh     | Trần Đình Mưu                                 | Bài ca không quên                                         | [ 3 ]              |
| (Lần thứ 7) 1985 | Phim truyện điện ảnh     | Nguyễn Mạnh Lân                               | Bao giờ cho đến tháng mười                                | [ 3 ]              |
| (Lần thứ 7) 1985 | Phim truyện điện ảnh     | Nguyễn Quang Tuấn †                           | Biệt động Sài Gòn (tập 2) - Tĩnh lặng                     | [ 1 ] [ 3 ] [ 16 ] |
| (Lần thứ 7) 1985 | Phim tài liệu            | Đinh Anh Dũng (1)                             | Một phần năm mươi giây cuộc đời                           | [ 3 ] [ 17 ]       |
| (Lần thứ 7) 1985 | Phim tài liệu            | Đinh Anh Dũng (1)                             | Người Công giáo huyện Thống Nhất                          | [ 3 ] [ 17 ]       |
| (Lần thứ 7) 1985 | Phim tài liệu            | Lê Mạnh Thích (1)                             | Đến với những nhịp cầu                                    | [ 3 ]              |
| (Lần thứ 7) 1985 | Phim khoa học            | Việt Thanh                                    | Đất Tây Sơn và Đất Hạ Long                                | [ 3 ]              |
| (Lần thứ 7) 1985 | Phóng sự                 | (tổ quay phim)                                | Quốc khánh Campuchia                                      | [ 3 ]              |
| (Lần thứ 7) 1985 | Phóng sự                 | Bùi Xuân Thiện (Vinh danh quay phim mặt trận) | Đồng Văn những ngày tháng Năm                             | [ 3 ]              |
| (Lần thứ 7) 1985 | Phóng sự                 | Bùi Xuân Thiện (Vinh danh quay phim mặt trận) | Thị xã vẫn yên tĩnh                                       | [ 3 ]              |
| (Lần thứ 7) 1985 | Phim thiếu nhi           | Phạm Ngọc Lan                                 | Đàn chim trở về                                           | [ 1 ]              |
| (Lần thứ 7) 1985 | Phim hoạt hình           | Nguyễn Thủy Hằng (2)                          | Cô bé chân đất và anh dế mèn                              | [ 3 ]              |
| (Lần thứ 7) 1985 | Phim hoạt hình           | Nguyễn Thủy Hằng (2)                          | Những hoạ sĩ bút chì                                      | [ 3 ]              |
| (Lần thứ 7) 1985 | Phim hoạt hình           | Nguyễn Bình Quốc                              | Kiến đỏ                                                   | [ 3 ]              |
| (Lần thứ 8) 1988 | Phim truyện điện ảnh     | Trương Minh                                   | Chuyện cổ tích cho tuổi mười bảy                          | [ 4 ]              |
| (Lần thứ 8) 1988 | Phim truyện điện ảnh     | Trần Ngọc Huỳnh                               | Phiên tòa cần chánh án                                    | [ 4 ]              |
| (Lần thứ 8) 1988 | Phim tài liệu            | Lê Hợi                                        | Tổ quốc trên một vùng đảo nhỏ                             | [ 1 ] [ 4 ]        |
| (Lần thứ 8) 1988 | Phim tài liệu            | Lưu Hà                                        | Hà Nội trong mắt ai                                       | [ 4 ]              |
| (Lần thứ 8) 1988 | Phim tài liệu            | Lê Mạnh Thích (2)                             | Ông tiên trong tù                                         | [ 1 ]              |
| (Lần thứ 8) 1988 | Phim khoa học            | Hoàng Ngọc Dũng (2)                           | Cánh kiến đỏ                                              | [ 1 ]              |
| (Lần thứ 8) 1988 | Phim khoa học            | Lương Đức (3)                                 | Cá trôi Ấn                                                | [ 1 ]              |
| (Lần thứ 8) 1988 | Phim hoạt hình           | Nguyễn Thủy Hằng (3)                          | Dũng sĩ Đam Rông                                          | [ 1 ] [ 4 ]        |

### Thập niên 1990
| Năm               | Hạng mục                           | Người thắng giải                     | Phim                                           | Chú thích     |
| ----------------- | ---------------------------------- | ------------------------------------ | ---------------------------------------------- | ------------- |
| (Lần thứ 9) 1990  | Phim truyện điện ảnh               | Đinh Anh Dũng (2)                    | Gánh xiếc rong                                 | [ 1 ] [ 19 ]  |
| (Lần thứ 9) 1990  | Phim truyện điện ảnh               | Trần Trung Nhàn (2)                  | Đêm hội Long Trì                               | [ 1 ] [ 19 ]  |
| (Lần thứ 9) 1990  | Phim truyện điện ảnh               | Trần Trung Nhàn (2)                  | Tướng về hưu                                   | [ 19 ]        |
| (Lần thứ 9) 1990  | Phim truyện điện ảnh               | Trần Trung Nhàn (2)                  | Kiếp phù du                                    | [ 19 ]        |
| (Lần thứ 9) 1990  | Phim video                         | Phi Tiến Sơn (1)                     | Lá ngọc cành vàng                              | [ 19 ]        |
| (Lần thứ 9) 1990  | Phim thời sự – tài liệu – khoa học | Vũ Văn Chính                         | Tác chiến trên quê hương đồng nước             | [ 19 ]        |
| (Lần thứ 9) 1990  | Phim thời sự – tài liệu – khoa học | Nguyễn Như Vũ (1)                    | Bước ngoặt hiểm nghèo                          | [ 1 ]         |
| (Lần thứ 9) 1990  | Phim hoạt hình                     | Nguyễn Thủy Hằng (4+5)               | Võ sĩ bọ ngựa                                  | [ 1 ]         |
| (Lần thứ 9) 1990  | Phim thiếu nhi                     | Nguyễn Thủy Hằng (4+5)               | Tướng tò he                                    | [ 1 ] [ 19 ]  |
| (Lần thứ 9) 1990  | Phim thiếu nhi                     | Lê Đình Ấn (2)                       | Tuổi thơ dữ dội                                | [ 1 ] [ 19 ]  |
| (Lần thứ 9) 1990  | Phim thiếu nhi                     | Trần Quốc Dũng (1)                   | Học trò thuỷ thần                              | [ 1 ] [ 19 ]  |
| (Lần thứ 10) 1993 | Phim truyện điện ảnh               | Đinh Anh Dũng (3)                    | Xương rồng đen                                 | [ 20 ]        |
| (Lần thứ 10) 1993 | Phim truyện điện ảnh               | Đoàn Quốc                            | Dấu ấn của quỷ                                 | [ 20 ] [ 21 ] |
| (Lần thứ 10) 1993 | Phim video                         | Phạm Việt Thanh                      | Khát vọng bi thương                            | [ 1 ] [ 20 ]  |
| (Lần thứ 10) 1993 | Phim thời sự – tài liệu – khoa học | Lê Mạnh Thích (3), Nguyễn Thước (1)  | Dòng sông ánh sáng                             | [ 1 ] [ 20 ]  |
| (Lần thứ 10) 1993 | Phim thiếu nhi                     | Trần Quốc Dũng (2), Phi Tiến Sơn (2) | Truyền thuyết tình yêu thần nước               | [ 1 ] [ 20 ]  |
| (Lần thứ 11) 1995 | Phim truyện điện ảnh               | Phi Tiến Sơn (3)                     | Giọt lệ Hạ Long                                | [ 8 ]         |
| (Lần thứ 11) 1995 | Phim truyện điện ảnh               | Nguyễn Đức Việt                      | Cây bạch đàn vô danh và Nước mắt thời mở cửa   | [ 8 ]         |
| (Lần thứ 11) 1995 | Phim video                         | Trương Minh Phúc                     | Giữa dòng                                      | [ 8 ]         |
| (Lần thứ 11) 1995 | Phim tài liệu – khoa học           | Vương Khánh Luông                    | Khoảng vượt                                    | [ 8 ]         |
| (Lần thứ 11) 1995 | Phim tài liệu – khoa học           | Nguyễn Thước (2)                     | Chìm nổi sông Hương                            | [ 8 ]         |
| (Lần thứ 12) 1999 | Phim truyện điện ảnh               | Vũ Quốc Tuấn (1)                     | Hà Nội mùa đông năm 1946 và Những người thợ xẻ | [ 1 ] [ 22 ]  |
| (Lần thứ 12) 1999 | Phim truyện điện ảnh               | Phạm Hoàng Nam                       | Ai xuôi vạn lý và Hải Nguyệt                   | [ 1 ] [ 22 ]  |
| (Lần thứ 12) 1999 | Phim video                         | Nguyễn Trinh Hoan                    | Cổ tích Việt Nam tập 9                         | [ 1 ] [ 22 ]  |
| (Lần thứ 12) 1999 | Phim tài liệu                      | Nguyễn Thước (3)                     | Trở lại Ngư Thủy, Concert, Xẩm                 | [ 1 ] [ 22 ]  |
| (Lần thứ 12) 1999 | Phim hoạt hình                     | Viết Tuế                             | Cái ô đỏ và Tổ tiên loài ếch                   | [ 1 ] [ 22 ]  |

- Dominic Pereira
- Phi Tiến Sơn

### Thập niên 2000
| Giải Kỹ thuật xuất sắc | Giải Kỹ thuật xuất sắc | Giải Kỹ thuật xuất sắc  | Giải Kỹ thuật xuất sắc | Giải Kỹ thuật xuất sắc |
| Năm                    | Hạng mục               | Thắng giải              | Tác phẩm               | Chú thích              |
| ---------------------- | ---------------------- | ----------------------- | ---------------------- | ---------------------- |
| (Lần thứ 14) 2004      | Phim truyện điện ảnh   | Lý Thái Dũng            | Hàng xóm               | [ 6 ]                  |
| (Lần thứ 14) 2004      | Phim truyện điện ảnh   | Phạm Thanh Hà IDS Media | Trò đùa của Thiên Lôi  | [ 6 ]                  |
| (Lần thứ 14) 2004      | Phim Video             | Điệp vụ thứ nhất        | Điệp vụ thứ nhất       | [ 6 ]                  |
| (Lần thứ 14) 2004      | Phim tài liệu          | Kèn đồng                | Kèn đồng               | [ 6 ]                  |
| (Lần thứ 14) 2004      | Phim hoạt hình         | Mực ống mực nang        | Mực ống mực nang       | [ 6 ]                  |

| Giải Quay phim xuất sắc | Giải Quay phim xuất sắc | Giải Quay phim xuất sắc | Giải Quay phim xuất sắc         | Giải Quay phim xuất sắc |
| Năm                     | Hạng mục                | Người thắng giải        | Phim                            | Chú thích               |
| ----------------------- | ----------------------- | ----------------------- | ------------------------------- | ----------------------- |
| (Lần thứ 13) 2001       | Phim truyện điện ảnh    | Lý Thái Dũng (1)        | Thung lũng hoang vắng           | [ 1 ] [ 5 ]             |
| (Lần thứ 13) 2001       | Phim truyện điện ảnh    | Vũ Đức Tùng             | Mùa ổi                          | [ 1 ] [ 5 ]             |
| (Lần thứ 13) 2001       | Phim Video              | Cao Thành Danh          | 75W trong 1 và Cánh buồm ảo ảnh |                         |
| (Lần thứ 13) 2001       | Phim Video              | Lê Quang Hưng           | Họ mãi là đồng đội              | [ 1 ]                   |
| (Lần thứ 13) 2001       | Phim tài liệu           | Nguyễn Văn Hướng        | Điệu múa cổ                     | [ 1 ] [ 5 ]             |
| (Lần thứ 13) 2001       | Phim tài liệu           | Nguyễn Như Vũ (2)       | Cao nguyên đá                   | [ 1 ] [ 5 ]             |
| (Lần thứ 13) 2001       | Phim hoạt hình          | Nguyễn Thủy Hằng (6)    | Sự tích cái nhà sàn             | [ 1 ] [ 5 ]             |
| (Lần thứ 14) 2004       | Phim truyện điện ảnh    | Nguyễn Hữu Tuấn (2)     | Người đàn bà mộng du            | [ 23 ]                  |
| (Lần thứ 14) 2004       | Phim Video              | Nguyên Hồng Chi         | Sống chậm                       | [ 23 ]                  |
| (Lần thứ 14) 2004       | Phim tài liệu           | Triệu Thế Chiến         | Nuôi tôm hùm lồng trên biển     | [ 23 ]                  |
| (Lần thứ 14) 2004       | Phim hoạt hình          | Nguyễn Văn Nẫm          | Cuộc sống                       | [ 23 ]                  |
| (Lần thứ 15) 2007       | Phim truyện điện ảnh    | Dominic Pereira (1)     | Dòng máu anh hùng               | [ 24 ]                  |
| (Lần thứ 15) 2007       | Phim truyện điện ảnh    | Lý Thái Dũng (2)        | Vũ điệu tử thần                 | [ 24 ]                  |
| (Lần thứ 15) 2007       | Phim video              | Trịnh Quang Tùng (1)    | Đêm vùng biên                   | [ 25 ]                  |
| (Lần thứ 15) 2007       | Phim tài liệu           | Lê Quốc Hùng            | Sự sống ở rừng Cúc Phương       | [ 24 ]                  |
| (Lần thứ 15) 2007       | Phim khoa học           | Hoàng Ngọc Dũng (3)     | Bài ca trên đỉnh Tà Lùng        | [ 25 ]                  |
| (Lần thứ 16) 2009       | Phim truyện điện ảnh    | Lý Thái Dũng (3)        | Chơi vơi                        | [ 26 ]                  |
| (Lần thứ 16) 2009       | Phim video              | Trịnh Quang Tùng (2)    | Mười ba bến nước                | [ 26 ]                  |
| (Lần thứ 16) 2009       | Phim tài liệu           | Nguyễn Quốc Thành       | Đám mây không dừng lại          | [ 26 ]                  |

### Thập niên 2010
| Năm               | Hạng mục             | Người thắng giải                                                   | Phim                                                              | Chú thích |
| ----------------- | -------------------- | ------------------------------------------------------------------ | ----------------------------------------------------------------- | --------- |
| (Lần thứ 17) 2011 | Phim truyện điện ảnh | Nguyễn Nam                                                         | Hotboy nổi loạn, câu chuyện về thằng Cười, con vịt và cô gái điếm | [ 27 ]    |
| (Lần thứ 17) 2011 | Phim truyện điện ảnh | Nguyễn K'Linh (1)                                                  | Cô dâu đại chiến                                                  | [ 27 ]    |
| (Lần thứ 17) 2011 | Phim tài liệu nhựa   | Vương Khánh Trần Linh                                              | Từ Thác Bà đến Sơn La                                             | [ 28 ]    |
| (Lần thứ 18) 2013 | Phim truyện điện ảnh | Nguyễn Hữu Tuấn (3)                                                | Lạc lối                                                           | [ 29 ]    |
| (Lần thứ 18) 2013 | Phim truyện điện ảnh | Kieran Daniel Fowler                                               | Đường đua                                                         | [ 29 ]    |
| (Lần thứ 18) 2013 | Phim video           | Nguyễn Mai Hiền và Hoshi Ryuta                                     | Người cộng sự                                                     | [ 29 ]    |
| (Lần thứ 18) 2013 | Phim tài liệu        | Trần Xuân Trung                                                    | Người thả chiều vào tranh                                         | [ 29 ]    |
| (Lần thứ 18) 2013 | Phim khoa học        | Chu Vui, Văn Tài, Đức Hiếu                                         | Mùa chim làm tổ                                                   | [ 29 ]    |
| (Lần thứ 19) 2015 | Phim truyện điện ảnh | Vũ Quốc Tuấn (2)                                                   | Nhà tiên tri, Cuộc đời của Yến                                    | [ 30 ]    |
| (Lần thứ 19) 2015 | Phim truyện điện ảnh | Nguyễn K'Linh (2)                                                  | Scandal – Hào quang trở lại, Tôi thấy hoa vàng trên cỏ xanh       | [ 30 ]    |
| (Lần thứ 19) 2015 | Phim tài liệu        | Dương Văn Huy                                                      | Người bản Hốc                                                     | [ 31 ]    |
| (Lần thứ 19) 2015 | Phim khoa học        | Nguyễn Tài Việt, Dương Văn Thuận                                   | Nhanh và chậm                                                     | [ 30 ]    |
| (Lần thứ 20) 2017 | Phim truyện điện ảnh | Lý Thái Dũng (4)                                                   | Đảo của dân ngụ cư                                                | [ 32 ]    |
| (Lần thứ 20) 2017 | Phim tài liệu        | Nguyễn Quang Tuấn                                                  | Lọc nước                                                          | [ 32 ]    |
| (Lần thứ 20) 2017 | Phim khoa học        | Dương Văn Thuân, Nguyễn Tài Việt, Ngô Quý Dương, Nguyễn Xuân Chinh | Khúc biến tấu của côn trùng                                       | [ 32 ]    |
| (Lần thứ 21) 2019 | Phim truyện điện ảnh | Nguyễn K'Linh (3)                                                  | Người bất tử                                                      | [ 33 ]    |
| (Lần thứ 21) 2019 | Phim tài liệu        | Tạ Đức Nguyên                                                      | Tâm hồn của gốm                                                   | [ 33 ]    |
| (Lần thứ 21) 2019 | Phim khoa học        | Nguyễn Thanh Bình                                                  | Khu bảo tông thiên nhiên Xuân Liên                                | [ 33 ]    |

### Thập niên 2020
| Năm               | Hạng mục             | Người thắng giải                                  | Phim                   | Chú thích |
| ----------------- | -------------------- | ------------------------------------------------- | ---------------------- | --------- |
| (Lần thứ 22) 2021 | Phim truyện điện ảnh | Dominic Pereira (2)                               | Mắt biếc               | [ 34 ]    |
| (Lần thứ 22) 2021 | Phim truyện điện ảnh | Nguyễn Vinh Phúc                                  | Ròm                    | [ 34 ]    |
| (Lần thứ 22) 2021 | Phim tài liệu        | Lê Duy Hồi, Hà Hải Long                           | Lá cờ trên Phu Văn Lâu | [ 34 ]    |
| (Lần thứ 22) 2021 | Phim khoa học        | Công Sơn, Dương Huy, Tuấn Anh                     | Ô nhiễm trắng          | [ 34 ]    |
| (Lần thứ 23) 2023 | Phim truyện điện ảnh | Nguyễn K'Linh (4)                                 | Tro tàn rực rỡ         | [ 35 ]    |
| (Lần thứ 23) 2023 | Phim truyện điện ảnh | Nguyễn Phan Linh Đan                              | Cô gái từ quá khứ      | [ 35 ]    |
| (Lần thứ 23) 2023 | Phim tài liệu        | Nguyễn Thiên Định                                 | Biển đói               | [ 35 ]    |
| (Lần thứ 23) 2023 | Phim khoa học        | Vũ Trọng Quảng, Nguyễn Ngọc Sơn, Nguyễn Bảo Khánh | Sinh tồn               | [ 35 ]    |